# Ulf Bengtsson
Ulf Bengtsson (Höganäs, 26 gennaio 1960 – Halmstad, 17 marzo 2019) è stato un tennistavolista svedese.
Dal 1983 al 1988 vinse molte medaglie in singoli, doppi, e in eventi a squadre nei campionati europei, due medaglie d'argento con la squadra svedese nei campionati mondiali; raggiunse il terzo posto nella coppa del mondo nel 1984.